# Élection gouvernorale de 2009 au New Jersey

Résultats par comtés de l'État du New Jersey.
Comtés remportés par Christie
Comtés remportés par Corzine

L’élection du gouverneur en 2009 dans le New Jersey (en anglais : 2009 New Jersey gubernatorial election) s'est déroulée le 3 novembre 2009 dans le New Jersey. Pour cette élection, douze candidats furent retenus pour participer au scrutin, dont les principaux étaient le Gouverneur sortant Jon Corzine pour les démocrates, Chris Christie pour les républicains. Cette élection fut marquée par l'élection du républicain Christie.

## Contexte
Cette élection sera la première ou un Lieutenant Gouverneur sera élu dans le New Jersey, cette élection se fera sur "un ticket" conjointement avec l'élection du gouverneur.
Ce scrutin sera également un précieux indicateur de l'état d'esprit de l'électorat pour Barack Obama, dans la mesure où cet État avait opté assez nettement en sa faveur avec 57,3 % des voix en novembre dernier.
D'après un récent sondage 55 % des habitants ont une opinion défavorable du gouverneur démocrate, contre seulement 37 % d'avis contraire. Son adversaire républicain ne jouit pas non plus d'une grande popularité avec 44 % d'opinions défavorable contre 42 % de positives. Dans ce contexte le candidat Independant Chris Dadggett de 2 % en début d'année à plus de 10 % a un mois de l'élection, cette progression favoriserait davantage Corzine que Christie, dans la mesure où 48 % des électeurs de Dadggett déclarerait voté Christie si ce dernier n'était pas candidat, contre 34 % pour Corzine.
Comme en Virginie, ce revers des démocrates est imputé au manque de mobilisation des non-blancs et des jeunes, qui avait fait le succès d'Obama en novembre dernier ; les électeurs indépendants qui avaient votés en majorité pour Obama penchent désormais du côté des républicains. Ces derniers voient d'ailleurs dans ces résultats une sanction contre la politique du président. La corruption dans le New Jersey pendant que Corzine était gouverneur et la faiblesse du score de Daggett semblent avoir couté la réélection du gouverneur.

## Candidats

### Principaux candidats

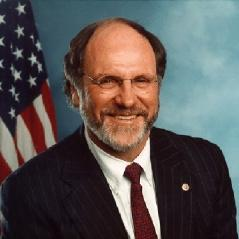
Jon Corzine (D)[6], gouverneur sortant.
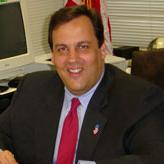
Chris Christie (R)[7], procureur de l'État.

### Autres candidats
- Chris Daggett
- Jason Cullen
- Kenneth Kaplan
- Joshua Leinsdorf
- Alvin Lindsay
- David Meiswinkle
- Greg Pason
- Kostas Petris
- Gary Steele
- Gary Stein

## Résultats

### Élections primaires
| Partis | Partis      | Candidats      | Voix    | %    |
| ------ | ----------- | -------------- | ------- | ---- |
|        | Républicain | Chris Christie | 181,497 | 55 % |
|        | Républicain | Steve Lonegan  | 139,492 | 42 % |
|        | Républicain | Rick Merkt     | 9,040   | 3 %  |

| Partis | Partis    | Candidats       | Voix    | %    |
| ------ | --------- | --------------- | ------- | ---- |
|        | Démocrate | Jon Corzine     | 149,643 | 77 % |
|        | Démocrate | Carl Bergmanson | 16,795  | 9 %  |
|        | Démocrate | Jeff Boss       | 16,071  | 8 %  |
|        | Démocrate | Roger Bacon     | 11,570  | 6 %  |

### Élection générale
| Partis | Partis      | Candidats        | Voix      | %     |
| ------ | ----------- | ---------------- | --------- | ----- |
|        | Républicain | Chris Christie   | 1,174,445 | 48,46 |
|        | Démocrate   | Jon Corzine      | 1,087,731 | 44,88 |
|        | Indépendant | Chris Daggett    | 139,579   | 5,76  |
|        | Libertarien | Kenneth Kaplan   | 4,830     | 0,20  |
|        | Divers      | Gary Steele      | 3,585     | 0,15  |
|        | Divers      | Jason Cullen     | 2,869     | 0,12  |
|        | Divers      | David Meiswinkle | 2,598     | 0,11  |
|        | Divers      | Kostas Petris    | 2,563     | 0,11  |
|        | Socialiste  | Greg Pason       | 2,085     | 0,09  |
|        | Divers      | Gary Stein       | 1,625     | 0,07  |
|        | Divers      | Joshua Leinsdorf | 1,021     | 0,04  |
|        | Divers      | Alvin Lindsay    | 753       | 0,03  |